# Duki

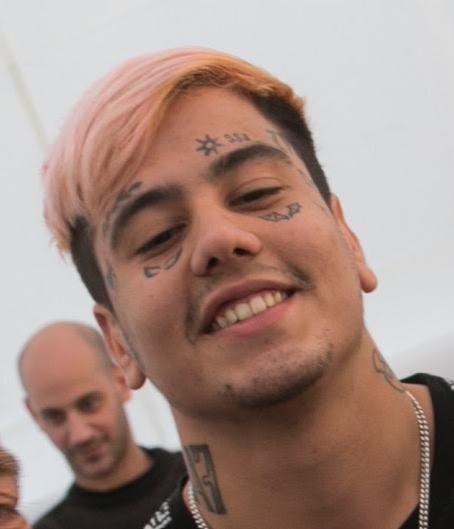
Duki (2019)

Duki, eigentlich Mauro Ezequiel Lombardo Quiroga (* 24. Juni 1996 in Almagro, Buenos Aires) ist ein argentinischer Rapper und Singer-Songwriter. Er machte den Trap in Argentinien populär. Spanisch-sprachige Medien bezeichnen ihn als Protagonisten der aktuellen argentinischen Musikszene.

## Biografie

### Die Anfänge
Mauro Ezequiel ist das zweite Kind der Rechtsanwältin Sandra Quiroga Pérez und des Grafikdesigners Guillermo Lombardo Ninaquispe. Die Eltern ließen sich 2011 scheiden. Er wiederholte mehrmals Klassen der Sekundarschule und verließ sie trotz des Drängens der Mutter schließlich ohne Abschluss. Danach fand er Arbeit als Auslieferer von Essen, als Aushilfe in einer Apotheke und in einem Restaurant. In der CD-Sammlung der Eltern und des älteren Bruders fand er musikalische Anregung: Gehört wurden unter anderem die argentinische Band Virus, Queen, Alejandro Sanz, Luis Miguel sowie argentinische Rockmusik von Charly García, Luis Alberto Spinetta und Gustavo Ceratti. Er widmete sich dem Rap, begann, an Wettbewerben teilzunehmen, und wandte sich 2013 dem Trap zu. 2016 gewann er den Wettbewerb El Quinto Escalón.
Juan Goldeberg, genannt Juancín, einer der Juroren, würdigte Dukis Leistung mit den Worten:

„El talento y la mezcla de técnicas, flow y musicalidad que aportaba Duki era fenomenal, y el Quinto se lo hacía apreciar. [...] Es increíble como muchas frases de Duki se resignifican ahora. Muchas de sus rimas hacen ver que tenía sus metas claras de hace mucho tiempo“

„Talent und die Verbindung von Technik, Flow und Musikalität, die Duki an den Tag brachte, waren phänomenal, und das Publikum wusste es zu würdigen. [...] Es ist verblüffend, wie viele von Dukis Sätzen eine aktuelle Bedeutung haben. Viele seiner Verse zeigen, dass er seine Themen seit langem im Sinn hatte.“

Ende 2016 bezog er mit Freunden ein großes Haus in Caballito. Um die Miete bezahlen zu können, organisierten sie Feste und verkauften Alkohol, LSD, MDMA und andere Drogen. Duki selbst wurde abhängig von Xanax, das er sich besorgte, indem er Rezepte fälschte. Nach Intervention seiner Familie beendete er seine Sucht selbstständig mit einem harten Entzug.
Ende 2017 trat er mit No vendo trap auf YouTube an die Öffentlichkeit. Das Stück wurde bis Februar 2018 12 Millionen Mal und bis September 2023 35 Millionen Mal abgerufen. 2017 nahm er weiterhin am Quinto Escalón teil. Eine seiner bekanntesten Rap-Battles wurde jene gemeinsam mit MKS gegen Beelze und Paulo Londra. Er und MKS traten mit No vendo trap gegen Londras Relax auf. Das Finale gegen Klan und Replik war Dukis bis heute (Stand Oktober 2023) letzter Auftritt in einer Rap-Battle.
In jener Zeit schloss er sich mit den Rappern MKS und Luchito zur Gruppe Comunidad Mutante Krew (CMK) zusammen. Nachdem später der Rapper Midel hinzugestoßen war, nannte die Gruppe sich Super Sangre Joven (SSJ).

### Weitere Karriere

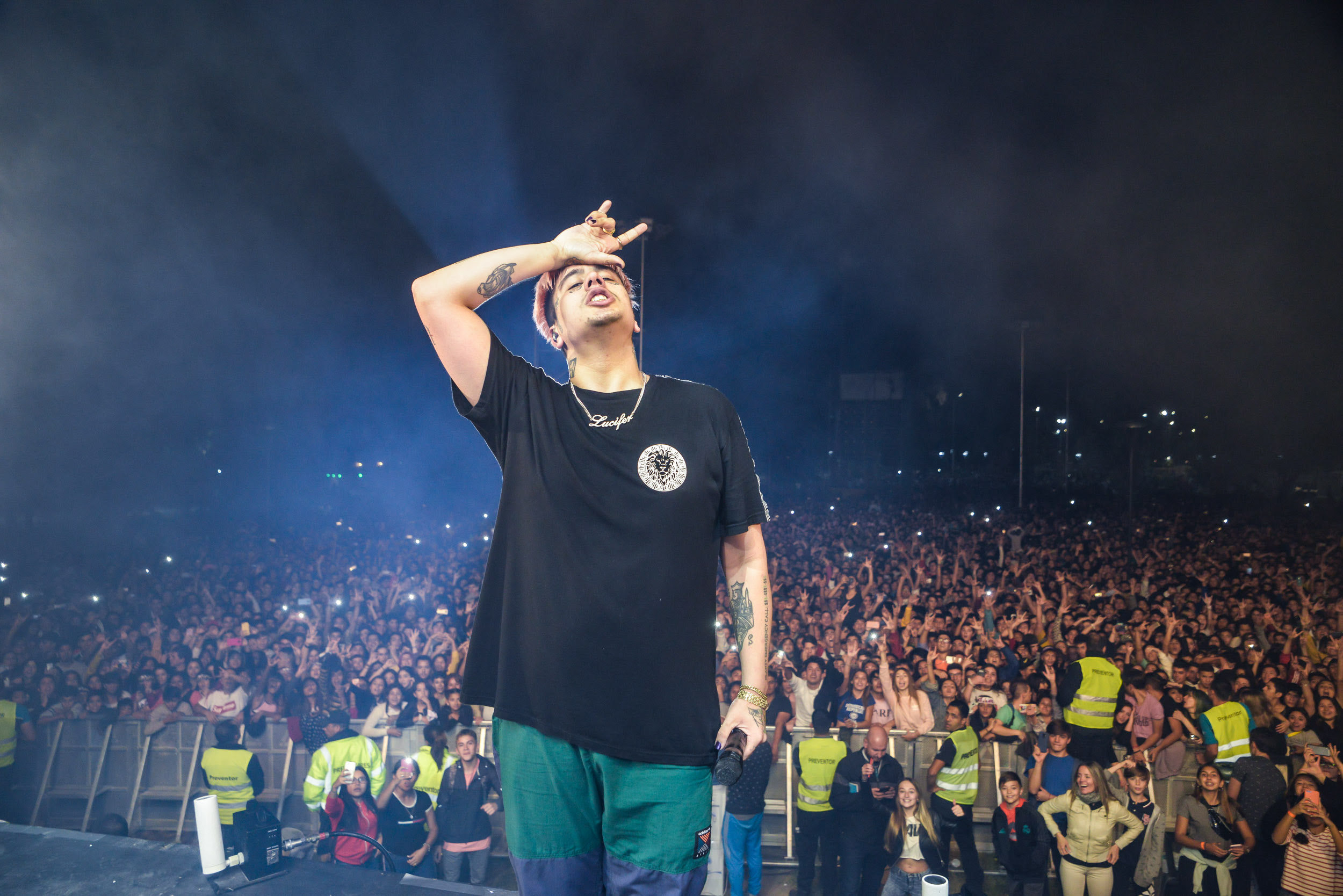
Duki im Konzert (2019)

#### 2017–2019
Seine wachsende Popularität erlaubte es Duki, Songs für Studio-Produktionen zu komponieren. Im BoomBox-Studio begann er eine Zusammenarbeit mit dem Plattenproduzenten Omar Varela von MUEVA Récords. Der erste Song, der aus dieser Zusammenarbeit hervorging, war Hello Cotto. In den ersten Wochen nach Veröffentlichung im September 2017 wurde er rund 15 Millionen Mal abgerufen. Im November veröffentlichte Duki gemeinsam mit Khea She Don't Give a FO. Der Song erreichte in den argentinischen Charts Platz 7. Zwei Wochen später wirkte er an der Single Loca von Khea und Cazzu mit, die als erster argentinischer Trap-Song 100 Millionen YouTube-Abrufe und später 200 Millionen überschritt. Sie erreichte den dritten Platz im argentinischen Ranking und wurde von der RIAA mit Gold ausgezeichnet. Seine letzte Single von 2017 und auch der erste Videoclip, der Anfang 2018 auf seinem YouTube-Kanal erschien, war Rockstar,
Um den Jahreswechsel 2017–2018 gab Duki mehr als 40 Konzerte in Nachtclubs in Punta del Este und Villa Gesell, was seine Popularität steigerte und ihm mehr als 100.000 Pesos pro Auftritt einbrachte. Im Februar 2018 trat er nicht wie zuvor angekündigt in General Pico auf, weil die Organisatoren nicht das vereinbarte Vorab-Honorar von 135.000 Pesos bezahlen konnten. Aufgrund von Streit über die Nutzungsrechte seiner Songs brach er mit Omar Varela und MUEVA Récords. Ende Februar 2018 veröffentlichte er Si te sentís sola. Das Stück brachte es binnen zehn Tagen nach der Veröffentlichung auf 12 Millionen Abrufe bei YouTube und erreichte auf der argentinischen CAPIF-Rangliste Platz 9. Im März 2018 veröffentlichte er mit Bad Bunny die gemeinsame Coverversion des Khea-Songs Loca. Die Neufassung brachte dem schon zuvor erfolgreichen Song weitere 100 Millionen Reproduktionen ein. Gemeinsam mit den Rappern Neo Pistea und YSY A gründete er die Gruppe Modo Diablo. Als erstes gemeinschaftliches Werk produzierten sie Quavo. Ihre erste Bühnenshow im März 2018 war ausverkauft. Im Mai 2018 nahm er mit Orchesterbegleitung mit dem Stück Rockstar am Wettbewerb Premios Gardel teil. Der Musiker Charly García kritisierte die Aufnahme wegen des intensiven Einsatzes von Auto-Tune.
Im Juli 2018 erschien er als Titelbild der Zeitschrift Rolling Stone. Im Oktober 2018 gab er eine ausverkaufte Vorstellung im Luna Park. Ebenfalls 2018 unternahm er seine erste Tournee in Spanien mit 14 Shows vor jeweils mehr als 20.000 Personen. Im Dezember 2018 erschien die gemeinsam mit dem chilenischen Künstler DrefQuila produzierte Single Sin culpa, eine Fusion von Reggaeton und Rap.
2019 erschienen die Single LeBron und mit der Gruppe Modo Diablo die Single Trap n' Export. Danach gingen die Mitglieder von Modo Diablo eigene Wege. Im Februar 2019 organisierte er gemeinsam mit Bad Bunny, Khea, Cazzu, Ecko und Kidd Keo das erste Festival des argentinischen Trap. Im März hatte er einen Auftritt als Darsteller in der argentinischen Fernsehdramen-Serie El Marginal. Im selben Jahr unternahm er eine weitere Spanien-Tournee mit ausverkauften Vorstellungen in Valencia, Alicante, Murcia, Málaga, Barcelona und Madrid. Mit Súper sangre joven brachte er sein erstes Studioalbum zum Verkauf. Neben ihm selbst sind dort Khea, C. Tangana, Alemán, YSY A, Marcianos Crew, Eladio Carrión und Sfera Ebbasta zu hören, Es verkaufte sich mit mehr als 20.000 digitalen Kopien in Argentinien. Dem Magazin Billboard zufolge waren drei seiner Songs in Argentinien unter den zehn am meisten abgespielten des Jahres. Eine USA-Tournee im September 2019 wurde jedoch aufgrund von technischen Pannen und Misshelligkeiten auf offener Bühne zu einem Misserfolg. Das Jahr 2019 endete in depressiver Verstimmung und in öffentlichen Äußerungen, sich aus der Musikszene zurückzuziehen.

#### Seit 2020
Anfang 2020 war er auf Bad Bunnys Album YHLQMDLG in dem Stück Hablamos mañana zu hören. Zu seinem Geburtstag im Juni 2020 veröffentlichte er das Album 24 mit 8 Songs. Mit schweren Beats und rauen Themen wollte Duki laut eigenen Worten die rebellische Stimmung in der Zeit des Erwachsen-Werdens betonen, von der er sich allmählich lösen werde. Man höre jedoch nie auf, ein Punker zu sein. Im August produzierte er zusammen mit Neo Pistea eine Coverversion von Pininfarina des Rappers Rei. Im Oktober 2020 erschien Por mi nombre. Auf Dukis YouTube-Kanal wurde es bereits in den ersten 24 Stunden 300 Millionen Mal abgerufen. Im November wurde er bei den Grammys Latinos mit Goteo und Hablamos mañana nominiert.
Anfang 2021 veröffentlichte er Muero de fiesta este finde, eine Gemeinschaftsproduktion mit Ca7riel. Im März folgte gemeinsam mit Khea, Lit Killah und María Becerra eine Beteiligung an der Coverversion von Rusherkings und Tiago PZKs Song Además de mí. Das Stück erreichte den ersten Rang der Billboard-Liste Argentina Hot 100 und mehr als 300 Millionen Abrufe auf YouTube. Im selben Monat erschien Chico estrella und Ende des Monats Wacha gemeinsam mit Khea. Wacha kam auf Platz 3 der der Liste Argentina Hot 100. Im April folgte eine Serie von Musikvideos auf YouTube in Zusammenarbeit mit der lateinamerikanischen Sektion der US-amerikanischen NBA. Am 22. April erschien sein zweites Album, Desde el fin del mundo, Neben ihm sind in den 18 Songs zahlreiche andere Rapperinnen und Rapper zu hören.
Im April 2021 gab er gemeinsam mit seiner Schwester sein Mode-Debüt bei der Buenos Aires Fashion Week mit dem Label ML. Außerdem ist er für die Modemarke Roberto Sanchez und das Schmucklabel 0800 Don Rouch aufgetreten.
Des Weiteren nahm er am Remix des Songs No me conocen von Bandido teil und am Remix von 2:50 von MYA und Tin. Er wirkte mit an den Singles Como si no importa von Emilia Mernes, Bailando te conocí von Rusherking und YaMeFui von Bizarrap und Nicki Nicole. Im Juli 2021 begann er eine weitere Tournee in Spanien mit einer Multimedia-Show in Madrid. Bereits früher im Jahr hatte Duki angekündigt, dass er sich eine Zeitlang auf den Reggaeton konzentrieren wolle. Die Single Ley de Atracción war im September das erste Ergebnis dieses Strebens. Im Oktober folgte Unfollow unter Mitwirkung von Justin Quiles und Bizarrap. Im November erschien dann das Album Temporada de Reggaetón, das neben den bereits genannten Songs die Stücke Midtown und En movimiento enthält.
Im Juni 2022 erschien die zweite Ausgabe von Temporada de Reggaetón, mit den Songs Esto recién empieza, gemeinsam dargeboten mit Emilia Mernes, sowie De la Ghetto von Quevedo, Antes de perderte und Celosa. Mit dem Song Givenchy wandte er sich wieder dem Trap zu. Als erster Künstler der neuen Generation des argentinischen Arte urbano gab er eine Show im Estadio José Amalfitani in Vélez. Jeweils vor ausverkauftem Stadion wurden es schließlich vier Vorstellungen. Zur Überraschung seiner Fans gab es dabei Im November 2022 einen weiteren gemeinsamen Auftritt von Modo Diablo. Ebenfalls im November erschien die 50. Ausgabe von BZRP Music Sessions, ein Gemeinschaftswerk von Bizarrap und Duki, das es auf Platz 3 der Neuerscheinungen bei Spotify schaffte.
Als die Covid-Pandemie endete, nahm er Gesangsunterricht, verstand den Ruhm als Verantwortung für ein Publikum, das Professionalität verdient. Er erweiterte seinen Stil in Richtung anspruchsvoller Popmusik. Dies zeigte sich in seinem Studioalbum Antes de Ameri, das im Juni 2023 erschien. In der Zwischenzeit erschien im Januar 2023 Santo Grial, ein gemeinsamer Rap mit Dano. Aus einer Zusammenarbeit mit El Alfa und Yandel entstand im Juli 2023 La gringa.
Im Gegensatz zu anderen Künstlern der Rap-Bewegung, die meist zu aufgenommener Musik auftreten, wird Duki seit einiger Zeit auf der Bühne von einer Band begleitet, bestehend aus Gitarre, Bass und Schlagzeug.

## Persönliches

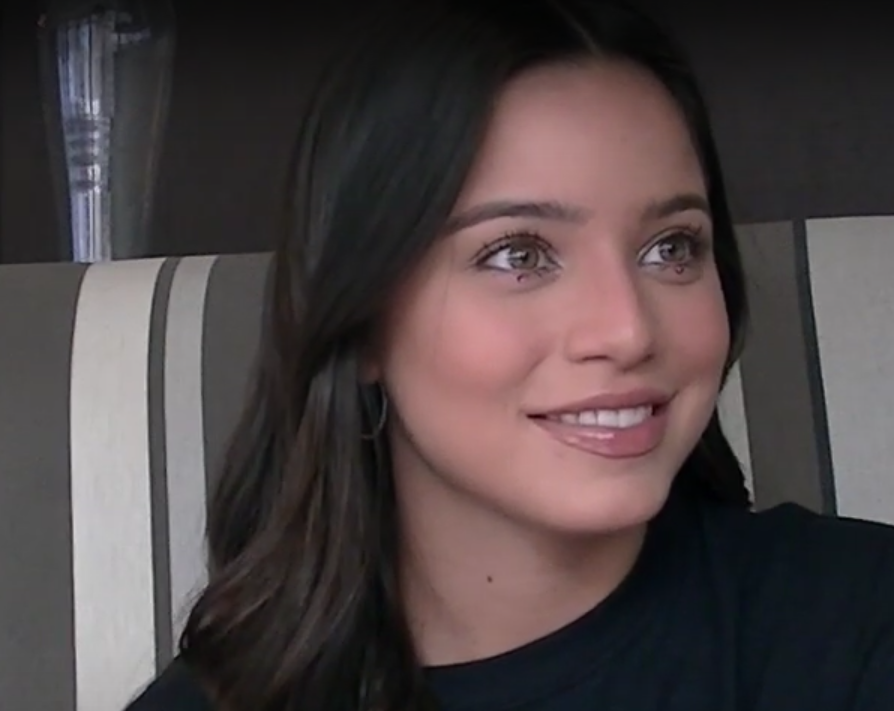
Emilia Mernes (2020)

2018 bis 2019 hatte Duki eine Liebesbeziehung mit dem argentinischen Model Iara Miranda. 2020 hatte er eine Beziehung zu Brenda Asnicar. Seit 2021 sind er und Emilia Mernes ein Paar.

## Diskografie

### Alben
| Jahr | Titel Musiklabel                                 | Höchstplatzierung, Gesamtwochen, AuszeichnungChartsChartplatzierungen (Jahr, Titel, Musiklabel, Platzierungen, Wochen, Auszeichnungen, Anmerkungen) | Anmerkungen                                |
| Jahr | Titel Musiklabel                                 | ES | Anmerkungen                                |
| ---- | ------------------------------------------------ | --- | ------------------------------------------ |
| 2019 | Súper sangre joven SSJ Records / Dale Play       | — | Erstveröffentlichung: 1. November 2019     |
| 2021 | Desde el fin del mundo SSJ Records / Dale Play   | ES11 (19 Wo.)ES | Erstveröffentlichung: 22. April 2021       |
| 2021 | Temporada de Reggaetón SSJ Records / Dale Play   | ES20 (38 Wo.)ES | Erstveröffentlichung: 25. November 2021 EP |
| 2022 | Temporada de Reggaetón 2 SSJ Records / Dale Play | ES3 Gold · (70 Wo.)ES | Erstveröffentlichung: 20. Juli 2022        |
| 2023 | Antes de Ameri SSJ Records / Dale Play           | ES2 Gold · (56 Wo.)ES | Erstveröffentlichung: 22. Juni 2023        |
| 2024 | Ameri SSJ Records / Dale Play                    | ES1 Gold · (… Wo.)ES | Erstveröffentlichung: 31. Oktober 2024     |
| 2025 | 5202 SSJ Records / Dale Play                     | ES15 (… Wo.)ES | Erstveröffentlichung: 7. Juli 2025         |

### Singles
| Jahr | Titel Album                                  | Höchstplatzierung, Gesamtwochen, AuszeichnungChartplatzierungen (Jahr, Titel, Album, Platzierungen, Wochen, Auszeichnungen, Anmerkungen) | Höchstplatzierung, Gesamtwochen, AuszeichnungChartplatzierungen (Jahr, Titel, Album, Platzierungen, Wochen, Auszeichnungen, Anmerkungen) | Anmerkungen |
| Jahr | Titel Album                                  | Latin | ES | Anmerkungen |
| --- | -------------------------------------------- | --- | --- | --- |
| 2018 | She Don’t Give a FO –                        | — | ES31 ×6Sechsfachplatin · (59 Wo.)ES | Erstveröffentlichung: 12. März 2018 mit Khea                                                                   |
| 2018 | Loca (Remix) –                               | Latin45 Gold · (4 Wo.)Latin | ES65 Platin · (5 Wo.)ES | Erstveröffentlichung: 16. März 2018 mit Khea, Bad Bunny & Cazzu                                                |
| 2019 | Goteo Súper sangre joven                     | — | ES5 ×3Dreifachplatin · (24 Wo.)ES | Erstveröffentlichung: 7. August 2019                                                                           |
| 2019 | 5 Stars –                                    | — | ES67 (1 Wo.)ES | Erstveröffentlichung: 20. November 2019 mit C. Tangana & Neo Pistea feat. Polimá Westcoast                     |
| 2021 | Además de Mí (Remix) Suena Mya!              | — | ES42 (3 Wo.)ES | Erstveröffentlichung: 4. März 2021 mit Rusherking, Tiago PZK, Khea, LIT Killah & Maria Becerra                 |
| 2021 | Wacha –                                      | — | ES52 Gold · (2 Wo.)ES | Erstveröffentlichung: 1. April 2021                                                                            |
| 2021 | Panama Bien o mal                            | — | ES43 (3 Wo.)ES | Erstveröffentlichung: 3. Juni 2021 mit Trueno                                                                  |
| 2021 | No Me Conocen (Remix) –                      | — | ES75 Platin · (9 Wo.)ES | Erstveröffentlichung: 16. Juni 2021 mit Rei, Bandido & Tiago Pzk                                               |
| 2021 | 2:50 (Remix) Suena Mya!                      | — | ES41 Platin · (7 Wo.)ES | Erstveröffentlichung: 21. Juni 2021 mit Mya & Tini                                                             |
| 2021 | Yamefui –                                    | — | ES19 Platin · (8 Wo.)ES | Erstveröffentlichung: 28. Juli 2021 mit Bizarrap & Nicki Nicole                                                |
| 2021 | Ley de Atracción Temporada de Reggaetón      | — | ES67 (2 Wo.)ES | Erstveröffentlichung: 2. September 2021                                                                        |
| 2021 | Unfollow Temporada de Reggaetón              | — | ES17 Platin · (9 Wo.)ES | Erstveröffentlichung: 14. Oktober 2021 mit Justin Quiles & Bizarrap                                            |
| 2021 | Una vaina loca –                             | Latin— PlatinLatin | ES5 ×3Dreifachplatin · (28 Wo.)ES | Erstveröffentlichung: 21. Oktober 2021 mit Fuego & Manuel Turizo                                               |
| 2021 | Carita Morena –                              | — | ES87 (1 Wo.)ES | Erstveröffentlichung: 4. November 2021 mit Omar Montes                                                         |
| 2022 | Si Quieren Frontear Temporada de Reggaetón 2 | — | ES4 ×2Doppelplatin · (25 Wo.)ES | Erstveröffentlichung: 31. März 2022 feat. De La Ghetto & Quevedo                                               |
| 2022 | Paris Si ayer fuera hoy                      | Latin— GoldLatin | ES31 Platin · (7 Wo.)ES | Erstveröffentlichung: 20. Mai 2022 mit Morat                                                                   |
| 2022 | Antes de Perderte Temporada de Reggaetón 2   | — | ES25 ×3Dreifachplatin · (17 Wo.)ES | Erstveröffentlichung: 2. Juni 2022                                                                             |
| 2022 | Givenchy Temporada de Reggaetón 2            | — | ES7 ×2Doppelplatin · (14 Wo.)ES | Erstveröffentlichung: 20. Juli 2022                                                                            |
| 2022 | Pantera –                                    | — | ES13 Platin · (12 Wo.)ES | Erstveröffentlichung: 9. September 2022 mit Rvfv                                                               |
| 2022 | Party en el barrio Back To The Game          | — | ES30 Gold · (3 Wo.)ES | Erstveröffentlichung: 14. September 2022 mit Paulo Londra                                                      |
| 2022 | Bzrp Music Sessions, Vol. 50 –               | — | ES1 ×2Doppelplatin · (16 Wo.)ES | Erstveröffentlichung: 16. November 2022 mit Bizarrap                                                           |
| 2022 | Marisola (Remix) –                           | — | ES20 ×2Doppelplatin · (19 Wo.)ES | Erstveröffentlichung: 15. Dezember 2022 mit Cris MJ, Nicki Nicole, Standly & Stars Music Chile                 |
| 2023 | Si Me Sobrara el Tiempo –                    | — | ES31 Gold · (4 Wo.)ES | Erstveröffentlichung: 26. Februar 2023                                                                         |
| 2023 | Apollo13 Antes de Ameri                      | — | ES69 (1 Wo.)ES | Erstveröffentlichung: 3. Mai 2023                                                                              |
| 2023 | Los del Espacio –                            | — | ES3 ×6Sechsfachplatin · (46 Wo.)ES | Erstveröffentlichung: 1. Juni 2023 mit Lit Killah, Tiago PZK, Maria Becerra, Emilia, Rusherking, Big One & FMK |
| 2023 | Rockstar 2.0 Antes de Ameri                  | — | ES26 Gold · (3 Wo.)ES | Erstveröffentlichung: 21. Juni 2023 mit Jhayco                                                                 |
| 2023 | Remember Me –                                | — | ES49 (2 Wo.)ES | Erstveröffentlichung: 13. Juli 2023 mit Bizarrap & Khea                                                        |
| 2023 | Don’t Lie Antes de Ameri                     | — | ES48 Gold · (3 Wo.)ES | Erstveröffentlichung: 21. Juni 2023 feat. Quevedo                                                              |
| 2023 | Troya Antes de Ameri                         | — | ES64 (1 Wo.)ES | Erstveröffentlichung: 21. September 2023                                                                       |
| 2023 | Call Me Maybe –                              | — | ES67 (1 Wo.)ES | Erstveröffentlichung: 7. Dezember 2023                                                                         |
| 2024 | Barro Ameri                                  | — | ES58 (… Wo.)ES | Erstveröffentlichung: 17. Oktober 2024                                                                         |
| 2024 | Constelación Ameri                           | — | ES21 (… Wo.)ES | Erstveröffentlichung: 29. Oktober 2024 feat. Lia Kali                                                          |
| Folgende Lieder erschienen nicht als Single, wurden aber durch das Album zum Download und Streaming bereitgestellt und konnten somit eine Platzierung erlangen: |                                              | | | |
| |                                              | | | |
| 2019 | Otro cheke Happy Birthday Flakko             | — | ES41 (1 Wo.)ES | mit Rels B & The Rudeboyz                                                                                      |
| 2020 | Hablamos mañana YHLQMDLG                     | Latin22 (3 Wo.)Latin | ES40 Platin · (4 Wo.)ES | Videoauskopplung: 5. März 2020 mit Bad Bunny & Pablo Chil-e                                                    |
| 2021 | Malbec Desde el Fin del Mundo                | — | ES27 ×3Dreifachplatin · (25 Wo.)ES | mit Bizarrap                                                                                                   |
| 2021 | Top 5 Temporada de reggaetón                 | — | ES19 Platin · (17 Wo.)ES | |
| 2021 | Yin yan Temporada de reggaetón               | — | ES28 Gold · (7 Wo.)ES | feat. Rels B                                                                                                   |
| 2022 | Celosa Temporada de Reggaetón 2              | — | ES35 Gold · (6 Wo.)ES | |
| 2022 | Amor bipolar Temporada de Reggaetón 2        | — | ES87 (1 Wo.)ES | feat. Mora |
| 2022 | Bottas Sr. Senos                             | — | ES79 (1 Wo.)ES | mit Arcángel & Bizarrap                                                                                        |
| 2024 | Nueva era Ameri                              | — | ES5 Platin · (15 Wo.)ES | feat. Myke Towers                                                                                              |
| 2024 | Imperio Ameri                                | — | ES15 (4 Wo.)ES | feat. Judeline                                                                                                 |
| 2024 | Buscarte lejos Ameri                         | — | ES24 (2 Wo.)ES | feat. Bizarrap                                                                                                 |
| 2024 | Vida de rock Ameri                           | — | ES32 (2 Wo.)ES | feat. Milo J                                                                                                   |
| 2024 | Trato de estar bien Ameri                    | — | ES36 (2 Wo.)ES | feat. Morad |
| 2024 | Brindis Ameri                                | — | ES37 (1 Wo.)ES | feat. Headie One                                                                                               |
| 2024 | Hardaway Ameri                               | — | ES46 (1 Wo.)ES | feat. Eladio Carrión                                                                                           |
| 2024 | Cine Ameri                                   | — | ES56 (1 Wo.)ES | |
| 2024 | Ameri                                        | — | ES62 (1 Wo.)ES | |
| 2024 | No Drama Ameri                               | — | ES75 (1 Wo.)ES | feat. Ovi & Lucho SSJ                                                                                          |
| 2024 | Wake Up & Bake Up Ameri                      | — | ES86 (1 Wo.)ES | feat. Wiz Khalifa & Arcángel                                                                                   |
| 2024 | Un día más Ameri                             | — | ES98 (1 Wo.)ES | feat. Ysy A |

Weitere Singles
- 2017: Loca (mit Khea & Cazzu, ES: Platin, US: Gold (Latin))
- 2018: Si te sentís sola (ES: Gold)
- 2018: Hello Cotto (ES: Platin)
- 2018: Rockstar (ES: Platin)
- 2018: Hijo de la noche (mit Ysy A & C.R.O, ES: Gold)
- 2018: No me llores (mit Leby, ES: Platin)
- 2018: Sin culpa (mit Drefquila, ES: Gold)
- 2018: Fvck Luv (mit C.R.O)
- 2019: Sigo Fresh (mit Fuego, US: Gold (Latin))
- 2019: Cereza (mit Fuego)
- 2019: Hitboy (mit Khea)
- 2020: Miami (mit Ronny J & Sfera Ebbasta)
- 2020: Aleluya (Remix) (mit Rels B & Alemán)
- 2020: Pininfarina (Remix) (mit Rei & Neo Pistea)
- 2022: Esto recién empieza (mit Emilia, ES: Gold)
- 2023: Harakiri (mit C.R.O.)

### Gastbeiträge
| Jahr | Titel Album                          | Höchstplatzierung, Gesamtwochen, AuszeichnungChartplatzierungen (Jahr, Titel, Album, Platzierungen, Wochen, Auszeichnungen, Anmerkungen) | Höchstplatzierung, Gesamtwochen, AuszeichnungChartplatzierungen (Jahr, Titel, Album, Platzierungen, Wochen, Auszeichnungen, Anmerkungen) | Anmerkungen                                                                                       |
| Jahr | Titel Album                          | Latin | ES | Anmerkungen                                                                                       |
| --- | ------------------------------------ | --- | --- | ------------------------------------------------------------------------------------------------- |
| 2021 | Como si no importara Tú Crees en Mí? | Latin— GoldLatin | ES88 ×2Doppelplatin · (3 Wo.)ES | Erstveröffentlichung: 13. Juli 2021 Emilia feat. Duki                                             |
| 2021 | Sin frenos Sauce Boyz 2              | — | ES52 ×2Doppelplatin · (5 Wo.)ES | Erstveröffentlichung: 1. Dezember 2021 Eladio Carrión feat. Bizarrap & Duki                       |
| 2024 | No son klle Blanco y negro           | Latin40 (1 Wo.)Latin | — | Erstveröffentlichung: 22. Februar 2024 Santa Fe Klan feat. Duki & Peso Pluma                      |
| 2025 | Nena sad (Remix) –                   | — | ES20 (… Wo.)ES | Erstveröffentlichung: 23. April 2025 Oro600 feat. Pablo Chill-E, Duki, Quevedo, Orodembow & 0-600 |
| Folgende Lieder erschienen nicht als Single, wurden aber durch das Album zum Download und Streaming bereitgestellt und konnten somit eine Platzierung erlangen: |                                      | | |                                                                                                   |
| |                                      | | |                                                                                                   |
| 2024 | Todo lit Sol María                   | — | ES58 (1 Wo.)ES | Eladio Carrión feat. Duki                                                                         |

## Auszeichnungen

### Auszeichnungen für Musikverkäufe
| Goldene Schallplatte - Mexiko - 2022: für die Single Paris - 2024: für die Single Como si no importara - 2025: für die Single Sin frenos - 2025: für die Single Bzrp Music Sessions, Vol. 50 - 2025: für die Single Yamefui - 2025: für das Lied Malbec - 2025: für die Single Si Quieren Frontear - 2025: für das Lied Yin yan - 2025: für das Lied Pintao - 2025: für die Single Harakiri - Spanien - 2024: für das Lied Pintao - 2024: für das Lied Mala mía | Platin-Schallplatte - Mexiko - 2021: für die Single Aleluya (Remix) - 2025: für die Single Givenchy - 2025: für die Single Antes de Perderte - 2025: für die Single Hello Cotto - 2025: für die Single Fvck Luv - 2025: für die Single Hitboy - 2025: für die Single No me llores - 2025: für die Single Pininfarina (Remix) 2× Platin-Schallplatte - Mexiko - 2025: für das Lied Me gusta lo simple - 2025: für die Single Rockstar 7× Goldene Schallplatte - Mexiko - 2025: für die Single Goteo Diamantene Schallplatte - Mexiko - 2025: für die Single She Don’t Give a FO |

Anmerkung: Auszeichnungen in Ländern aus den Charttabellen bzw. Chartboxen sind in ebendiesen zu finden.
| Land/RegionAuszeichnungen für Musikverkäufe (Land/Region, Auszeichnungen, Verkäufe, Quellen) | Gold       | Platin       | Diamant  | Verkäufe  | Quellen             |
| -------------------------------------------------------------------------------------------- | ---------- | ------------ | -------- | --------- | ------------------- |
| Mexiko (AMPROFON)                                                                            | 11× Gold11 | 15× Platin15 | Diamant1 | 2.090.000 | amprofon.com.mx     |
| Spanien (Promusicae)                                                                         | 16× Gold16 | 50× Platin50 | —        | 3.400.000 | elportaldemusica.es |
| Vereinigte Staaten (RIAA)                                                                    | 5× Gold5   | Platin1      | —        | 210.000   | riaa.com            |
| Insgesamt                                                                                    | 32× Gold32 | 66× Platin66 | Diamant1 |           |                     |

### Preisverleihungen
| Jahr | Preis                        | Kategorie                                 | Titel                        | Rang        | Quelle |
| ---- | ---------------------------- | ----------------------------------------- | ---------------------------- | ----------- | ------ |
| 2018 | Premio Martín Fierro digital | Mejor artista musical                     |                              | Nominierung | [ 72 ] |
| 2018 | MTV Europe Music Awards      | Bester südamerikanischer Künstler         |                              | Nominierung | [ 73 ] |
| 2019 | Premios Gardel               | Mejor canción/álbum de música urbana/trap | Si te sentís sola            | Nominierung | [ 74 ] |
| 2019 | Premios Gardel               | Mejor colaboración de música urbana/trap  | Sin culpa                    | Nominierung | [ 74 ] |
| 2020 | Grammy Latinos               | Mejor fusión/interpretación urbana        | Hablamos mañana              | Nominierung | [ 40 ] |
| 2020 | Grammy Latinos               | Mejor canción Trap/Hip-Hop                | Goteo                        | Nominierung | [ 40 ] |
| 2020 | Premios Gardel               | Mejor canción/álbum de música urbana/trap | Tumbando el club (Remix)     | Nominierung | [ 75 ] |
| 2020 | Premios Gardel               | Mejor colaboración de música urbana/trap  | Tumbando el club (Remix)     | Nominierung | [ 75 ] |
| 2020 | Premios Gardel               | Mejor colaboración de música urbana/trap  | Goteo                        | Nominierung | [ 75 ] |
| 2022 | Premios Gardel               | Mejor álbum de música urbana              | Desde el fin del mundo       | Nominierung | [ 76 ] |
| 2022 | Premios Gardel               | Mejor canción de música urbana            | Como si no importara         | Nominierung | [ 76 ] |
| 2022 | Premios Gardel               | Mejor colaboración de música urbana       | Como si no importara         | Nominierung | [ 76 ] |
| 2023 | Premios Gardel               | Mejor álbum de música urbana              | Temporada de reggaetón 2     | Nominierung | [ 77 ] |
| 2023 | Premios Gardel               | Mejor colaboración de música urbana       | BZRP Music Sessions, Vol. 50 | Nominierung | [ 77 ] |